# Cantonul Loiron
Cantonul Loiron este un canton din arondismentul Laval, departamentul Mayenne, regiunea Pays de la Loire, Franța.

## Comune
- Beaulieu-sur-Oudon
- Le Bourgneuf-la-Forêt
- Bourgon
- La Brûlatte
- Le Genest-Saint-Isle
- La Gravelle
- Launay-Villiers
- Loiron (reședință)
- Montjean
- Olivet
- Port-Brillet
- Ruillé-le-Gravelais
- Saint-Cyr-le-Gravelais
- Saint-Ouën-des-Toits
- Saint-Pierre-la-Cour